# Петрокаменский район
Петрокаменский район — административно-территориальная единица в составе Уральской и Свердловской областей РСФСР, существовавшая в 1923—1931 и 1938—1963 годах. Административный центр — село Петрокаменское.
Петрокаменский район был образован в 1923 году в составе Верхотурского (с 1924 — Тагильского) округа Уральской области. В 1930 году в связи с ликвидацией округов перешёл в прямое подчинение Уральской области.
10 июня 1931 года Петрокаменский район упразднён, а его территория передана в Невьянский район.
10 июля 1938 года Петрокаменский район был восстановлен. В его состав вошли рабочий посёлок Новоасбест и Башкарский, Бродовский, Дрягуновский, Кайгородский, Краснопольский, Луговской, Мокроусовский, Мурзинский, Паньшинский, Петрокаменский, Решевский, Черемшанский, Шумихинский и Южаковский сельсоветы, переданные из территории, административно подчинённой городу Нижнему Тагилу, а также Бызовский сельсовет Кировградского района.
18 июня 1954 года Черемшанский с/с был присоединён к Петрокаменскому, Решевский — к Краснопольскому, Шумихинский и Дрягуновский — к Бродовскому, Луговской — к Мурзинскому.
1 февраля 1963 года Петрокаменский район был упразднён, а его территория (Башкарский, Бродовский, Бызовский, Кайгородский, Краснопольский, Мокроусовский, Мурзинский, Паньшинский, Петрокаменский и Южаковский сельсоветы) передана в состав Нижнетагильского сельского района.